# Parasimyra
Parasimyra là một chi bướm đêm thuộc họ Noctuidae.